# 28646 Alemran
28646 Alemran este o planetă minoră (asteroid) din centura de asteroizi. A fost descoperită pe 26 martie 2000 la Stația Anderson Mesa de Lowell Observatory Near-Earth-Object Search. 
Obiectul prezintă o orbită caracterizată de o semiaxă mare de 2,3370527 UAi, o excentricitate de 0,13, o înclinație de 2,1968 ° în raport cu ecliptica.